# 시암황단
시암황단(Dalbergia cochinchinensis)은 타일랜드 로즈우드(Thailand rosewood), 시암 로즈우드(Siamese rosewood), 트랙우드(tracwood), 파이웅(태국어: Phayung), 짝(베트남어: Trắc), 캄라이남보(베트남어:Cẩm lai nam bộ), 크라눙(크메르어: ក្រញូង: Kranhung), 카눙(라오어: ກະຍູງ: Kayung), 수안지무(중국어: 酸枝木: Suān zhī mù, 산기목)라 불리며, 콩과에 속한 콩과 식물의 일종이다.
시암황단은 캄보디아, 라오스, 태국, 베트남에서 행해지는 가치있는 경재(en:hardwood)를 노리는 사람들이 많아 절멸위기종으로 여겨진다. 보전주의자들은 시암황단이 10년 안에, 즉 2026년까지 멸종할지도 모른다고 예측했다.

## 수요 측: 중국
시암황단으로 만든 가구, 특히 중국에서 홍무(:en:Chinese furniture#Material)라 불리는 가구에 대한 수요 탓에 불법 벌목과 밀수가 유행병처럼 번졌고, 시암황단이 멸종의 위기에 내몰렸으며 밀수꾼들과의 전쟁이 시작되었다. 2015년에는 일곱 명의 삼림경비원이 불법적인 시암황단 벌목을 막으려다 살해당했다.
환경 투자 대행기구(:en:Environmental Investigation Agency)에 따르면, "자단의 가격은 중국인 백만장자들이 늘어나면서, 2008년 베이징 올림픽을 따라 치솟기 시작했다. 2011년에는 EIA의 투자자들이 중국에서 자단 침대가 백만 달러에 판매되었다고 증언했다. 그 이후로 암시장의 시세는 미친듯이 치솟았고, 시암황단 목재의 가격은 같은 무게의 금보다도 올라갔다."
시암황단은 물보다 밀도가 높고, 결이 고우며, 오일과 수지 함유량이 높다. 이러한 특성 덕에 치수가 안정적이고, 잘 닳지 않으며, 쉽사리 썩거나 갉아먹히지 않고, 신품은 향기가 진하다. 목재의 밀도와 인성 또한 접착제나 못 없이 나무이음(:en:Woodworking joints)과 꽂임촉(en:Doweling)만으로 가구를 만들 수 있도록 해준다.

## 공급 측: 불법 벌목
시암황단은 공식적으로는 보호받고 있지만, 푸 판 산맥(:en:Phu Phan Mountains)과 당렉 산맥(:en:Dangrek Mountains)에서 불법 벌목(:en:illegal logging)의 대상이 되고 있다. 캄보디아 측에서 벌목된 통나무는 보통 태국으로 밀수된다. 시암황단 목재는 나무조각(:en:wood carving)과 가구산업(:en:furniture industry) 업계에서 고평가되고 있으며, 시장에서 쉽사리 찾아볼 수 있다.
태국은 인접국과 중국에게 불법 시암황단 목재 거래에 대한 규제를 강화하라고 권고해왔다. 태국의 국립공원야생동식물보전부(Department of National Parks, Wildlife and Plant Conservation)의 책임자인 프라서트 손사타폰쿨(Prasert Sornsathapornkul) 씨는 중국의 시암황단 수요가 치솟고 있고, 태국의 불법 벌목을 야기시키고 있다고 말했다. 프라서트 씨는 캄보디아, 라오스, 베트남에서 발행한 벌목 허가증 때문에 목재의 원산지가 이 국가들인지 태국인지 파악하기 어렵게 만든다고 언급했다. 태국 당국은 목재가 태국에서 시암황단 벌목이 합법인 이웃 국가로 선적될 수도 있다고 염려해왔다. 중국 CITES 관리국의 기획관 흐진싱(He Jinxing)은 "우리는 CITES 규정에 적법한 허가증을 가지고 캄보디아, 베트남, 라오스에서 시암황단 통나무를 수출하고 있다." 고 말했다. 중국은 멸종위기에 처한 야생동·식물의 국제거래에 관한 협약(CITES)에 따른 규제를 강제하면 시암황단의 공급에 차질이 빚어질 것이라고 염려해왔다.
태국은 티크나무, 시암황단 같이 가치가 높은 나무들을 사유지에서 심고 베어내는 것을 합법화하려 한다. 내각은 이를 현실화할 삼림법의 개정을 승인하였다. 이 나무들은 그동안 사유지에서 자라더라도 베어낼 수 없었다. 지주들은 상업적으로 가치있는 나무들을 심은 다음 지속가능한 만큼 베어낼 수 있다. 이러한 방식을 통해 불법 벌목을 줄일 수 있을 것으로 보인다.

## 참고 문서
- 수아황단(:en:Dalbergia tonkinensis)